# 山田穂
山田穂（やまだぼ、やまだほ）は、1877年（明治10年）頃に兵庫県で育成されたイネ（稲）の品種である。酒造好適米として知られる「山田錦」の種子親。来歴は諸説ある。

## 品種特性
熟期は中生あるいは晩生で。長稈・穂重型で、耐倒伏性は弱い。大粒だが「山田錦」よりはやや小粒で、心白発現率も低いが、酒米としての評価は高い。

## 歴史

### 育成者
育成者については以下の3つの説がある。

#### 山田勢三郎説
以前から酒米の産地であった兵庫県多可郡中町（現在の多可町）東安田の山田勢三郎が、自田で優良株を選抜・育成したとするもの。品種名は、山田の姓から名付けられたとする。多可町東安田には、山田を顕彰する「山田勢三郎頌徳碑」がある。

#### 田中新三郎説
兵庫県美嚢郡吉川町（現在の三木市）の田中新三郎が、伊勢参りの途上で三重県の伊勢山田で見つけた穂を育成したとするもの。

#### 東田勘兵衛説
雌垣村（現在の大阪府茨木市）に優良株があると聞いた兵庫県八部郡山田村（現在の神戸市）藍那の東田勘兵衛が、種を入手して育成したとするもの。地名から「藍那穂」や「山田穂」と呼ばれたとする。

### 発展
「山田穂」は、1908年（明治41年）には兵庫県の作付面積の約5%を占めるようになり、1925年（大正14年）時点の作付面積は12,151haであった。

## 影響
「山田穂」を種子親、「短稈渡船」を花粉親とする交配種として、1936年（昭和11年）に「山田錦」が育成された。「山田錦」は、2001年（平成13年）に酒米の作付面積トップとなっており、また、この系統から多数の酒造好適米が生まれている。

## 関連品種

### 純系選抜種
- 「新山田穂1号」[7]

### 子品種
- 「山田錦」（「短稈渡船」を花粉親、「山田穂」を種子親として交配）[5]
- 「造酒錦」（「山田錦」の突然変異種）[8]

### 孫品種
「山田錦」を親とする品種として、「おくほまれ」「華吹雪」「蔵の華」「美山錦」「夢山水」「兵庫夢錦」「なだひかり」「千本錦」など多数。